# 川藏公路博物馆
川藏公路博物馆（英語：Sichuan-Tibet Highway Museum）是一座位于成都市的公路主题博物馆，主要介绍建设川藏公路的历史。馆长是王蓉霞。

## 历史
2021年3月开始建设，2021年6月29日建成开放，位于四川省成都市温江区柳台大道东段208号四川交通职业技术学院内。占地面积1496平方米，展陈面积984平方米，共有六个展厅包括过序厅、历史抉择、天路长歌、薪火相传等，藏品330余件。

## 交通
- 成都地铁4号线杨柳河站

## 营业时间
- 周二至周日：上午九点至下午五点
- 周一闭馆